# Ioánnis Baláfas
Ioánnis Baláfas (en grec moderne : Ιωάννης Μπαλάφας), né le 25 novembre 1945 à Lixoúri en Grèce, est un homme politique grec.

## Biographie
Aux élections législatives grecques de janvier 2015, il est élu député au Parlement hellénique sur la liste de la SYRIZA dans la deuxième circonscription d'Athènes. Il est élu deuxième vice-président du Parlement pour la XVIe législature le 6 février, avec 235 votes pour et 47 votes blancs.